# Fotografia social
La fotografia social representa un dels llenguatges visuals més poderosos per documentar i comprendre la realitat humana en el seu context social. És molt més que una simple tècnica fotogràfica; és una finestra a través de la qual podem observar, analitzar i preservar les múltiples facetes de la vida en societat. En el seu nucli, aquesta disciplina situa sempre l'ésser humà com a protagonista principal, explorant les seves vivències, relacions i circumstàncies dins del teixit social que l'envolta.
La peculiaritat d'aquesta disciplina rau en la seva capacitat per capturar la realitat social d'una manera que transcendeix la simple documentació. Els fotògrafs socials no es limiten a registrar el que veuen; interpreten, analitzen i presenten la realitat a través d'una mirada crítica i reflexiva, convertint-se en testimonis actius dels processos de transformació social. Aquesta aproximació permet que les imatges no només documentin el present, sinó que també serveixin com a eines per a la comprensió històrica i la conscienciació social.
Un dels aspectes més significatius de la fotografia social és la seva capacitat per transmetre emocions i sentiments humans en tota la seva complexitat. A través de l'enquadrament precís, la composició acurada i la captura del moment just, aquestes imatges intenten connectar amb l'espectador a un nivell profundament emocional. Un rostre capturat en un instant de vulnerabilitat, una mirada que reflecteix esperança enmig de l'adversitat, o un gest de solidaritat en moments de crisi, són capaços de transcendir les barreres culturals i lingüístiques per arribar directament al cor de qui observa la fotografia.
La fotografia social abasta un ampli espectre de la realitat humana. Des dels grans esdeveniments històrics fins als moments més íntims de la vida quotidiana, aquesta disciplina ens permet entendre com vivim, com ens relacionem i com evolucionem com a societat. Els fotògrafs socials s'endinsen en les comunitats, observen les dinàmiques socials i capturen aquells moments que revelen les veritats sobre la nostra existència col·lectiva.
En el camp de la documentació social, aquesta disciplina ha demostrat ser particularment efectiva per visibilitzar les problemàtiques socials i donar veu als qui sovint no en tenen. Les imatges de moviments socials, protestes, canvis demogràfics o transformacions urbanes no només registren aquests esdeveniments, sinó que també contribueixen a la construcció de la memòria col·lectiva i, en molts casos, esdevenen catalitzadors de canvis socials significatius.
La capacitat de la fotografia social per evocar emocions la converteix en una eina especialment poderosa per a la sensibilització i el canvi social. Quan una imatge aconsegueix capturar l'essència emocional d'una situació -sigui la joia d'una celebració comunitària o l'angoixa d'una crisi humanitària- pot generar una resposta empàtica immediata que transcendeix les barreres culturals i geogràfiques. Aquesta connexió emocional sovint és el primer pas cap a una comprensió més profunda de les realitats socials i un catalitzador per a l'acció col·lectiva.
La vida quotidiana també ocupa un lloc central en la fotografia social. Les imatges de les relacions interpersonals, els costums i les tradicions, els espais de convivència i els rituals socials ens permeten comprendre millor qui som com a societat. Aquestes fotografies, aparentment senzilles, sovint revelen les complexitats de les estructures socials i les dinàmiques de poder que conformen les nostres vides.
Els grans mestres de la fotografia social han deixat una empremta inesborrable en aquesta disciplina. Henri Cartier-Bresson va revolucionar la manera de capturar el "moment decisiu", aquell instant fugaç que revela una veritat profunda sobre la condició humana. Dorothea Lange, amb les seves colpidores imatges de la Gran Depressió, va demostrar el poder de la fotografia per documentar el patiment humà i generar empatia i canvi social. Robert Frank va oferir una visió crítica i penetrant de la societat americana, mentre que Vivian Maier va documentar la vida urbana amb una gran sensibilitat. Sebastião Salgado, amb els seus projectes a llarg termini sobre migracions humanes, les dures condicions dels treballadors en indústries extractives i tasques manuals intensives arreu del món, i la bellesa del nostre planeta, ha aconseguit combinar el compromís social amb una estètica particular, creant imatges poderoses que documenten tant la dignitat humana com les injustícies socials i mediambientals del nostre temps.
L'aproximació a la fotografia social requereix una metodologia rigorosa i una profunda consciència ètica. Els fotògrafs han d'investigar i comprendre a fons els contextos socials que documenten, observar amb paciència i sensibilitat, i mantenir sempre un respecte absolut per la dignitat dels subjectes fotografiats. La construcció d'una narrativa visual coherent i significativa és fonamental, però mai ha de comprometre la veracitat i l'autenticitat del que es documenta.
Els aspectes tècnics i estètics de la fotografia social estan sempre al servei de la narrativa i el missatge. L'autenticitat és primordial: els moments han de ser capturats amb la mínima intervenció possible, preservant la veritat visual de l'escena. La composició i l'ús de l'espai han de reforçar el missatge i ajudar a contextualitzar els subjectes dins del seu entorn social, sempre tenint en compte que l'objectiu final és establir una connexió emocional amb l'espectador que transcendeixi la simple documentació visual.
La fotografia social contemporània continua evolucionant i adaptant-se als canvis socials i tecnològics, però manté intacta la seva essència: ser un testimoni visual de la nostra humanitat compartida. En un món cada vegada més complex i fragmentat, aquesta disciplina segueix oferint una eina poderosa per documentar, comprendre i reflexionar sobre qui som com a societat i cap a on ens dirigim.